# Història de Txetxènia

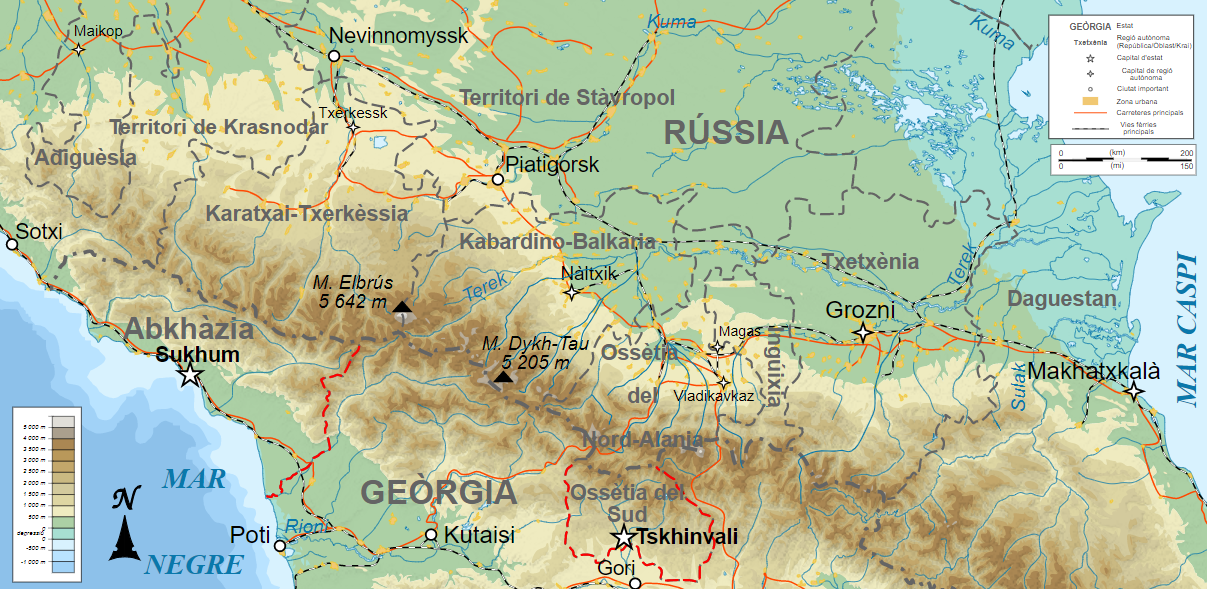
Mapa topogràfic del Caucas Nord

Els Nojchi, com s'anomenen els txetxens, són un dels pobles que habiten des de temps immemorials les muntanyes del Caucas; el seu idioma txetxè pertany al grup naj (llengües caucàsiques del nord-centre) de la gran família lingüística caucàsica. La societat txetxena ha estat tradicionalment organitzada en clans locals autònoms, anomenats teips.

## Edat antiga i edat mitjana
Durant el segle iii el primer estat alà va tractar de dominar el Caucas. En el segle iv els huns van aconseguir dominar la regió. Des del segle viii i fins al segle xiii el segon estat alà dominà a Txetxènia. Els sectors governants eren els ossetis i els cabardins. Entre els segles VII i XI l'Imperi dels khàzars i el Califat Abbàssida es van disputar el país una vegada i una altra. L'idioma txetxè es va escriure durant aquest període per primera vegada en caràcters àrabs. En el segle xiii i fins al segle xiv els mongols de l'"Horda d'Or" van dominar Txetxènia. A l'edat mitjana els txetxens ètnics poblaven la regió muntanyenca del sud-est de Txetxènia.
Durant el segle XV les tribus caucàsiques van alliberar el seu territori i arribaren fins a la plana en lluita contra els mongols. Des del segle vii fins al segle XVI molts txetxens i inguixetis van ser cristians, però la influència de l'islam va ser creixent fins que els sunnites se'n van convertir en la majoria religiosa. Des del segle XVI turcs, perses i russos es van disputar el domini de Txetxènia i del Caucas. La influència russa va començar des del segle xvi quan Ivan el Terrible fundà Tarki el 1559, on van ser assentats els primers cosacs. L'exèrcit rus que es va desplegar a la regió (any 1577) es componia principalment de cosacs del Tèrek, que s'havien traslladat a Txetxènia des de la regió del Volga. Durant centenars d'anys des de llavors els cosacs, que poblaven les planes, no es van enemistar amb els txetxens de les muntanyes.

## Lluita contra el tsar
El 1783, com a part de la política expansionista del tsar, Rússia signà amb el Regne georgià de Kartli-Kakhètia (que havia estat devastat per invasions turques i perses), el tractat de Gueorguievsk, segons el qual Kartli-Kakhètia es va convertir en protectorat de Rússia. Per assegurar les comunicacions amb Geòrgia i altres regions de Transcaucàsia, Rússia incrementà la seva influència a les muntanyes del Caucas.
El 1794 el xeic Mansur Uixurma, un musulmà sufí txetxè, va unificar la resistència dels pobles del Caucas contra el tsar. Finalment va ser derrotat i capturat pels russos, que encara que van ocupar part del Caucas no van aconseguir conquerir Txetxènia.
El 1814 el governador rus del Caucas va advertir al tsar Alexandre I que els txetxens, "amb el seu exemple d'independència, podien contagiar el seu esperit rebel fins i tot als més lleials pobles de l'imperi". Conseqüentment, el governador va afegir: "No tindrem pau mentre un sol txetxè segueixi amb vida". El 1818 les tropes russes comandades pel general Alekséi Yermólov van envair Txetxènia i hi establiren el fort rus de Grozni.
Entre 1829 i 1864 l'embrionari estat islàmic de l'imam Xamil va lluitar contra l'exèrcit rus. Tolstoi s'allistà en l'exèrcit rus el 1851 i després de conèixer directament la realitat txetxena durant més de 2 anys, d'enemic es va convertir en admirador de la resistència txetxena; va escriure que "cap txetxè parla d'odi cap als russos; el sentiment compartit per tots els txetxens, dels més joves als més vells, és molt més fort que l'odi". Com a resultat, Tolstoi es va convertir, entre el 1852 i 1856, de militar a escriptor i després en pacifista. Les seves novel·les Els cosacs (1863) i especialment Hadjí Murat (1904), reflecteixen la seva experiència al Caucas.
El 1859 l'imam Xamil va ser derrotat i detingut. Txetxènia es va convertir en província de l'Imperi Rus, que només va completar la conquesta del país el 1864. Els recursos petroliers han estat des de llavors en la mira dels inversors russos i internacionals. El 1893 companyies petrolieres franceses i després angleses i holandeses van començar l'explotació del petroli txetxè.

## Poder soviètic
Durant els successos de 1917 els txetxens van donar suport a la revolució contra el tsarisme. El 1918 la República del Caucas Nord (República dels Muntanyesos del Caucas), que incloïa Txetxènia, declarà la seva independència, poc després de la Revolució bolxevic. El 1917 els txetxens van prendre diverses stanitses cosaques.
El 1919 els txetxens van desencadenar una guerra contra els cosacs locals i l'exèrcit blanc tsarista que havia envaït el Caucas, comandat pel general Anton Denikin. A partir del setembre de 1919 les zones controlades per l'aliança dels bolxevics i el xeic del Daguestan Uzún Hadzhí (o Hadjí) van ser anomenades Emirat del Caucas Nord. El 1920 va acabar aquesta guerra amb la derrota de Denikin. L'Exèrcit Roig va controlar Txetxènia i el petroli va ser nacionalitzat.
Després de la mort del xeic Uzún Hadzhí, aliat dels "rojos", va haver-hi una nova rebel·lió, aquesta vegada contra els bolxevics, que va ser reprimida el 1921 després de diversos mesos de combats, ja que els bolxevics van aconseguir el suport de part de la pagesia txetxena amb els programes de reforma agrària. El Congrés dels pobles de la Muntanya celebrat aquest mateix any declarà la formació de la República Soviètica dels Muntanyesos. El 1922 un altre aixecament txetxè dirigit per Saed Beek va aconseguir pactar l'autonomia per a Txetxènia, sota la forma de regió autònoma.
Entre 1923 i 1928 el poder soviètic es consolidà a Txetxènia i Inguixètia; els bolxevics van lliurar a aquesta república el territori que ocupaven els cosacs del Tèrek. El 1924 es va subdividir la República dels Muntanyesos del Caucas i començà un breu període de relativa tranquil·litat en ser derrotat el 1925 l'iman Najmudín, que s'oposava a la reforma agrària.

### Règim estalinista
Entre 1929 i 1935 es van produir centenars d'aixecaments camperols contra la campanya de col·lectivització forçada de Stalin i una onada de rebel·lions antisoviètiques continuà durant els següents deu anys; prengué gradualment el caràcter d'una guerra de guerrilles. Enmig d'una forta repressió, el govern de Stalin, el 1934 fusionà per força les regions de Txetxènia i Ingúixia i les va convertir en una república autònoma.
Començada la Segona Guerra Mundial i la invasió alemanya a la Unió Soviètica, la crisi s'intensificà i va sorgir el govern rebel d'Israilov i Xerípov. Els serveis secrets d'Alemanya havien aconseguit després de la Primera Guerra Mundial controlar els contactes que Turquia tenia a Txetxènia i que s'afermaren mitjançant relacions amb els dirigents que s'oposaven a la reforma agrària i després van servir per infiltrar el govern rebel txetxè. Al juny de 1942, aquest govern rebel txetxè va repartir una circular, demanant a la població que "rebi els alemanys com a hostes benvinguts". Aquest govern declarà que els nazis alemanys que estaven en aquest moment envaint el Caucas serien saludats amb hospitalitat si reconeixien la independència de la República txetxena. Aquesta posició del govern rebel fou més tard utilitzada per Stalin com a pretext per decretar la completa deportació de la població de Txetxènia i Ingúixia (operació Lentil), inclosos els comunistes de tots dos països.
El 1944 el govern de Stalin deportà tots els txetxens, comunistes inclosos. Els txetxens van haver de suportar una deportació forçada de la població sencera a la República Socialista Soviètica del Kazakhstan (després Kazakhstan) i la República Socialista Soviètica Kirguís (després Kirguizstan).

## Txetxènia postsoviètica
Els esdeveniments que van desencadenar el col·lapse de la Unió Soviètica van incidir directament a Txetxènia: La perestroika i la glàsnost van portar a un moviment nacional fort; al setembre de 1991, el govern de la República Autònoma de Txetxènia i Ingúixia renuncià al poder pressionat pel partit pro independència Congrés Nacional del Poble Txetxè (CNPCh), el líder del qual era l'exgeneral de la força aèria soviètica Dzhojar Dudayev.

### Independència

Bandera de la república, 1990-1994 i 1996-2000; actualment bandera de la nació txetxena i del govern de la muntanya txetxena

Bandera dels governs prorussos, 1994-1996 i 2000-2005

Bandera del govern prorús des del 2005

Durant el mateix període, alguns militants del CNPCh van prendre el control de tota la república, coparen el congrés local i mataren el cap rus de Grozni, Vitali Kutsenko. El mes següent Dzhojar Dudayev guanyà un sorprenent suport popular per ocupar el govern central, copar l'administració i convertir-se en president. Dzhojar Dudayev proclamà de forma unilateral la independència, i a conseqüència d'això, el president de la Federació Russa Borís Ieltsin envià tropes a Grozni, les quals van ser obligades a retirar-se quan milicians txetxens les van envoltar a l'aeroport.
La República Autònoma de Txetxènia i Ingúixia es va dividir en dues al juny de 1992, i Ingúixia (com a República Autònoma) s'integrà en la Federació Russa. La declaració formal d'independència de Txetxènia pel seu nou parlament va ser feta el 1993, com la República Txetxena d'Itxkèria. Entre 1991 i 1994, 300.000 persones d'ètnies diferents a la txetxena, sobretot russos, van fugir de la república. Van ocórrer actes de violència contra la població no txetxena. La indústria començà a fallar després que l'abandonessin enginyers i treballadors russos. Això facilità els intents de Rússia d'evitar la independència i recuperar el control de la República amb la Primera i la Segona Guerra de Txetxènia, lliurades entre diversos grups armats txetxens i l'exèrcit federal rus, que van causar més de 150.000 morts en el període entre 1994 i 2003. Les guerres de Txetxènia han estat els conflictes més sagnants del Caucas de l'època recent.

### Primera Guerra de Txetxènia (1994-1996)
La Primera Guerra de Txetxènia, desencadenada per decisió de Borís Ieltsin a partir de 1994 i fins al 1996, va ser un desastre per a Rússia. Es van produir grans fracassos propagandístics com Budionnovsk. Els russos van atacar Grozni i davant la impossibilitat de vèncer la resistència i dominar el territori, Lebed, l'enviat de Ieltsin, signà un armistici. Havien mort ja 80.000 persones per causa d'aquesta guerra.
Després de l'assassinat de Dzhojar Dudayev el 1996, la feblesa de l'estat i de les institucions txetxenes va fer créixer l'islamisme radical (wahhabisme). Però hi ha diferents faccions islàmiques.

### Segona Guerra de Txetxènia (1999-2002)

Mapa de Txetxènia

La Segona Guerra de Txetxènia començà després de la invasió del Daguestan per fonamentalistes wahhabistes txetxens, daguestans i d'altres nacionalitats, que pretenien establir una república islàmica. Van ocórrer també greus atemptats a Moscou contra edificis residencials, que foren atribuïts a terroristes txetxens. Encara que la incursió del Daguestan no fou recolzada pel govern de Txetxènia i aquest condemnà els atemptats de Moscou, Rússia va veure una oportunitat per recuperar el seu poder i desenvolupà una estratègia d'atac a distància que devastà Txetxènia. L'exèrcit rus va aconseguir controlar gran part del país, però a les muntanyes continuen les accions de diferents grups rebels independentistes.

### Enfrontaments recents
En les eleccions organitzades per les autoritats russes i boicotejades pels independentistes, Akhmad Kadírov fou elegit president en les eleccions del 5 d'octubre de 2003. El 9 de maig de 2004 va ser mort en un atemptat a Grozni. El 29 d'agost de 2004 Alu Alkhanov, antic ministre d'interior txetxè, va ser elegit president en unes eleccions realitzades en unes condicions que van ser novament qüestionades i boicotejades pels independentistes.
Al costat d'aquest govern oficial rus, n'hi ha un altre autoproclamat independent que no és reconegut per cap estat. El 1997 Aslan Maskhadov fou elegit president per reemplaçar a Dudayev per quatre anys en eleccions generals, quan els independentistes controlaven el país. Després del començament de la Segona Guerra de Txetxènia el seu poder quedà limitat, ja que ni tan sols podia controlar la part de les forces guerrilleres dirigides pel fonamentalista islàmic Xamil Bassàiev, els seguidors del qual han realitzat atacs terroristes a Moscou, Beslan (Ossètia del Nord-Alània), Ingúixia, Daguestan i altres llocs. Masjadov fou assassinat al març de 2005 per tropes russes que intentaven capturar-lo, i fou succeït en el càrrec per Xeikh Abdul Halim. El 17 de juny de 2006 Xeikh Abdul Halim Sadulayev va morir en una batalla a Argun, i fou succeït en el càrrec pel llavors vicepresident Dokà Umàrov. El 7 de juliol de 2006 els russos van anunciar que havien assassinat Bassàiev.

## L'hegemonia de Kadírov
La història recent de Txetxènia té un clar protagonista: el seu president Ramzan Kadírov, l'aliat de Putin que ha fet de l'antiga república rebel un dels territoris més subvencionats pel Kremlin, cosa que ha permès una notable reconstrucció del país però l'ha convertit en un feu privat i islamista. La política d'esborrar qualsevol rastre de les guerres dels anys 90 ha intentat projectar una imatge de seguretat per atraure inversions a la república, però a la vegada Txetxènia ha estat notícia constant per les seves polítiques repressives i homòfobes.